# بوکنم
شهر بوکنم (به آلمانی: Bockenem) در ایالت نیدرزاکسن در کشور آلمان واقع شده است.

## روستاهای پیرامون
- Jerze
- Königsdahlum
- Bornum
- Mahlum
- Schlewecke
- Ortshausen
- Volkersheim
- Hary
- Störy
- Bönnien
- Werder
- Nette
- Upstedt
- Bültum
- Groß Ilde
- Klein Ilde
- Wohlenhausen